# ام‌اس گریپسهولم (۱۹۵۷)
ام‌اس گریپسهولم (۱۹۵۷) (به انگلیسی: MS Gripsholm (1957)) یک کشتی است که طول آن ۱۹۲٫۴۱ متر (۶۳۱٫۳ فوت) می‌باشد. این کشتی در سال ۱۹۵۷ ساخته شد.